# Kvaløya (Finnmark)
 For alternative betydninger, se Kvaløya. (Se også artikler, som begynder med Kvaløya)
Kvaløya (nordsamisk: Fálá) er en ø i Troms og Finnmark fylke Norge. Kvaløya er delt mellem Hammerfest og Kvalsund kommuner og har ca. 9.850 indbyggere (2012). Kvaløya har et areal på 336,17 km², og er Norges 13. største ø. Øen består for det meste af afrundede, skovløse fjelde. Navnet kommer vistnok af at øen har en hvalaktig profil set fra sejlruten gennem Sørøysundet. Højeste fjeld er Svartfjellet på 630 moh.
Hammerfest og Hammerfest Lufthavn ligger på nordvestsiden af øen. Kvalsundbroen forbinder øen med fastlandet.